# Sächsische Gemeindeordnung
Die Gemeindeordnung für den Freistaat Sachsen, kurz Sächsische Gemeindeordnung (SächsGemO) ist die wesentliche Rechtsquelle für Befugnisse, Rechte und Zuständigkeiten der gemeindlichen Selbstverwaltungskörperschaften im Freistaat Sachsen.

## Verfassungsrechtliche Einordnung
Kommunale Körperschaften nach der Sächsischen Gemeindeordnung sind Städte und Gemeinden. Der Artikel 3 der Verfassung des Freistaates Sachsen besagt, dass Gemeinden im Sinne dieses Gesetzes die kreisangehörigen Städte und Gemeinden sowie die Kreisfreien Städte sind. Für die Landkreise, die ebenso kommunale Körperschaften sind, bildet die Sächsische Landkreisordnung (SächsLKrO) die primäre Rechtsquelle.
Aus dem Art. 70 GG leitet sich die grundsätzliche Gesetzgebungsbefugnis der deutschen Bundesländer, demzufolge für das Kommunalrecht auf ihren jeweiligen Territorien ab. Nach Art. 28 GG ist ein sachlicher Schutzbereich für die kommunale Selbstverwaltung gegeben. Der Freistaat Sachsen regelt mit seiner Verfassung im Artikel 84 die kommunale Selbstverwaltung. Aus dem Artikel 85, Abs. 1 ergibt sich für die Gemeinden und Landkreise ein Vorrang für die kommunale Aufgabenerfüllung. Der Freistaat Sachsen gewährt nach Artikel 87 Abs. 2 und 3 seiner Verfassung eine allgemeine Finanzausstattungsgarantie, die einen Anspruch auf Beteiligung am Finanzausgleich begründet. Im Artikel 85 Absatz 2 ist das Konnexitätsprinzip niedergelegt, wonach bei der Übertragung neuer Aufgaben von der Landesebene an die Gemeinden im Falle von damit entstehenden Mehrbelastungen eine zwingende Regelung zur Kostenausstattung der Gemeinden zu treffen ist.
Die Sächsische Gemeindeordnung baut auf dem Modell der Süddeutschen Ratsverfassung auf, nachdem der Bürgermeister vom Volk gewählt wird und sowohl die Verwaltung als auch den Gemeinderat leitet.

## Geschichte
Der Sächsische Landtag beschloss am 18. März 1993 die erste Fassung der Sächsischen Gemeindeordnung. Sie wurde am 21. April 1993 (SächsGVBl. S. 301, 445) veröffentlicht und trat am 1. Mai 1993 in Kraft. Sie löste die von der Volkskammer beschlossene und bis dahin geltende Kommunalverfassung der DDR, das Gesetz über die Selbstverwaltung der Gemeinden und Landkreise in der DDR vom 17. Mai 1990, ab.

## Gliederung der Sächsischen Gemeindeordnung

### Allgemeines
Die Sächsische Gemeindeordnung ist in sechs Teile gegliedert, einige enthalten wiederum jeweils mehrere Abschnitte.

### Erster Teil: Rechtsstellung, Aufgaben und Gebiet der Gemeinden

#### Erster Abschnitt: Rechtsstellung und Aufgaben
Der § 1 gibt eine grundsätzliche Beschreibung, was eine Gemeinde nach diesem Gesetz ist. Sie ist Grundlage und Glied des demokratischen Rechtsstaats. Ihre Aufgabenerfüllung bewegt sich im Rahmen der bürgerschaftlichen Selbstverwaltung zum gemeinschaftlichen Wohl aller Einwohner, die durch die von ihren Bürgern gewählten Organe getragen werden. Organe sind der Gemeinderat und der Bürgermeister. Ferner wird ihr konstitutioneller Status als rechtsfähige Gebietskörperschaft des öffentlichen Rechts definiert.
Die Aufgaben der Gemeinden werden im § 2 allgemein aufgezählt und dem öffentlichen Gemeinwohl zugeordnet. Dabei sollen für das soziale, kulturelle, sportliche und wirtschaftliche Wohl ihrer Einwohner entsprechende Einrichtungen geschaffen werden. Es wird im Folgenden auf gesetzliche Pflichtaufgaben und nach Gesetzen definierten Weisungsaufgaben eingegangen. Ein Eingriff in die Rechte der Gemeinden darf nur durch Gesetz oder auf Grund eines Gesetzes erfolgen.
Zu den Gemeindearten zählt der § 3 im Sinne dieses Gesetzes die kreisangehörigen Städte und Gemeinden sowie die Kreisfreien Städte auf. Die ab 17.500 Einwohner möglichen Großen Kreisstädte erhalten diesen Status nur auf Antrag und mit Nachweis einer dreijährig anhaltenden Einwohnerzahl über diesem Schwellenwert. Sie bleiben jedoch kreisangehörige Städte. Der Paragraph besagt im Absatz 4, dass die Kreisfreien Städte in der Regel die Aufgaben der unteren Verwaltungsbehörde nach bundes- oder landesrechtlichen Festlegungen ausüben.
Das Satzungsrecht der Gemeinden ist im § 4 ausgeführt. Dabei wird der Erlass einer Hauptsatzung zur Pflichtaufgabe erklärt.
Der Gemeindename ist nach § 5 gegeben. Die Bestimmung, Feststellung und Änderung des Namens der Gemeinde bedarf der Genehmigung der Rechtsaufsichtsbehörde im Einvernehmen mit der obersten Rechtsaufsichtsbehörde. Eine Bezeichnung „Stadt“ als Neuvergabe kann durch das Innenministerium auf Antrag in Abhängigkeit von infra- und siedlungsstrukturellen Gegebenheiten verliehen werden. Die Namensgebung der Gemeindeteile sowie für die öffentlich nutzbaren Straßen, Wege, Plätze und Brücken innerhalb des bebauten Gemeindebereiches steht im Ermessen der Gemeinde.
Zur Führung von Wappen, Flaggen und Dienstsiegel sind im § 6 die diesbezüglichen Rahmenbedingungen ausgeführt. Die Verwendung der gemeindlichen Hoheitszeichen ist unter einem Genehmigungsvorbehalt gestellt, der künstlerische und wissenschaftliche Zwecke unberührt lässt.

#### Zweiter Abschnitt: Gebiet der Gemeinde
Zum Gebiet der Gemeinde gehören nach § 7 alle Grundstücke, die nach einschlägiger Rechtslage zu ihr gehören. Die Änderung des Gemeindegebiets nach § 8 ist nur zum Wohl der Allgemeinheit möglich und unterliegt einem rechtsaufsichtlichen Genehmigungsvorbehalt. Als Änderungen dieser Art kommen die Eingliederung in eine andere Gemeinde, die Vereinigung von Gemeinden, die Umgliederung von Teilen in eine andere Gemeinde sowie die Ausgliederung von Teilen zu einer neuen Gemeinde in Frage. Jegliche Änderungen durch Gesetz oder Rechtsverordnung bedürfen einer Anhörung der betroffenen Gemeinden. Nach § 8a ist eine Einwohneranhörung vorgeschrieben, die bei einem zuvor durchgeführten Bürgerentscheid entfällt. Es besteht auch die Option zur Vereinbarung zwischen Gemeinden zur Änderung des Gemeindegebietes möglich, die von der Mehrheit des Gemeinderates mehrheitlich beschlossen sein müssen. Der § 9 sieht hierzu umfassende Verfahrensregelungen vor.

### Zweiter Teil: Einwohner und Bürger der Gemeinde
Im 2. Teil der Gemeindeordnung wird die Rechtsstellung sowie die Rechte und Pflichten der Einwohner und Bürger normiert. Der § 10 definiert Einwohner der Gemeinde als jeden, der in der Gemeinde wohnt. Das berechtigt die Einwohner zur Nutzung öffentlicher Einrichtungen der Gemeinde und verpflichtet sie, diesbezügliche Lasten mitzutragen. Grundstückseigentümer und Gewerbetreibende mit Wohnsitz außerhalb der Gemeinde können eingeschränkte Rechte wahrnehmen und haben zu den Gemeindelasten beizutragen.
Die Gemeinde informiert ihre Einwohner laufend über die allgemein bedeutsamen Angelegenheiten ihres Aufgabenbereiches. Sie soll sich dabei auch elektronischer Formen bedienen. Diese im § 11 niedergelegte Informationspflicht umfasst sowohl allgemeine Anliegen als auch Planungen und Vorhaben der Gemeinde, wodurch die sozialen, kulturellen, ökologischen oder wirtschaftlichen Belange ihrer Einwohner tangiert werden. Die frühzeitige und umfassende Art und Weise der ortsüblichen Information ist vorgeschrieben. Konkrete Formen dieses Informationsauftrags finden sich in den Bestimmungen der Kommunalbekanntmachungsverordnung und sind demzufolge durch eine Bekanntmachungssatzung zu regeln.
Das in § 12 geregelte Petitionsrecht in Gemeindeangelegenheiten steht jeder Person oder mehreren Personen gemeinsam zu. Die Petition ist hier legaldefiniert und umfasst Beschwerden, Bitten und Vorschläge. Im Regelfall soll eine Petition innerhalb von sechs Wochen beschieden werden, bei Fristüberschreitung muss ein Zwischenbescheid ergehen. Petitionen können in die Zuständigkeit des Gemeinderates fallen, hierzu kann er einen Petitionsausschuss bilden. Für die Gemeinden besteht nach § 13 im Rahmen ihrer Verwaltungskraft die Aufgabe zur Hilfestellung für die Einwohner bei der Einleitung von Verwaltungsverfahren, auch wenn das Anliegen in die Zuständigkeit des Landratsamtes oder der Landesdirektion fällt. Gemeinden sollen Anträge der Einwohner an das Landratsamt und die Landesdirektion entgegennehmen und unverzüglich weiterleiten.
Der Anschlusszwang für die öffentliche, technische Infrastruktur im öffentlichen Wohl sowie der Benutzungszwang von Bestattungseinrichtungen sowie Abfallbeseitigungseinrichtungen und Schlachthöfen sind im § 14 festgeschrieben. Räumliche oder rechtssubjektive Einschränkungen des Anschluss- und Benutzungszwangs können durch Satzungen festgelegt werden.
Nach den Regelungen des § 15 ist Bürger der Gemeinde jeder Deutsche (im Sinne von Art. 116 GG) und jeder Unionsbürger, der das 18. Lebensjahr vollendet hat und seit mindestens 3 Monaten seinen gewöhnlichen Aufenthalt in der Gemeinde hat. Im Zweifelsfall gilt die Hauptwohnung. Zum Recht und zur Pflicht aller Bürger wird die verantwortungsbewusste Teilnahme an den bürgerschaftlichen Selbstverwaltungsaufgaben erklärt. Besondere Rechte der Bürger mit sorbischer Nationalität (wörtlicher Begriff nach § 15 (4) SächsGemO; im Artikel 6, SächsVerf. die „sorbische Volkszugehörigkeit“) sind durch die Gemeinden zu gewährleisten, insbesondere mittels Satzungsrecht die Förderung der sorbischen Sprache und Kultur, was zur zweisprachigen Benennung von öffentlichen Körperschaften, Einrichtungen sowie der regionalen Verkehrsinfrastruktur ermächtigt.
Die Bürger besitzen in ihrer Gemeinde für die Gemeindewahlen das Wahlrecht und das Stimmrecht in Gemeindeangelegenheiten. Diese Festlegungen finden sich im § 16, wo auch auf das Kommunalwahlrecht der Unionsbürger nach Artikel 40 der EU-Grundrechtecharta verwiesen ist.
Alle Bürger der Gemeinde sind nach § 17 zur Übernahme und Ausübung einer ehrenamtlichen Tätigkeit für die politische Willensbildung und Aufgabenerfüllung verpflichtet. Anderen kann eine solche mit deren Einverständnis übertragen werden. Die Bestellungsbefugnis zu einem solchen und unentgeltlichen öffentlichen Ehrenamt liegt grundsätzlich im Aufgabenbereich des Gemeinderats. Sie kann jederzeit widerrufen werden. Eine Ablehnung durch den Bürger kann nach § 18 mit wichtigen Gründen, wie beispielsweise eine anhaltende Krankheit, dem Lebensalter über 65 Jahren, ein bestehendes gemeindliches Ehrenamt, anhaltende familiäre Fürsorgeaufgaben oder die Unvereinbarkeit mit einer Dienststellung, erfolgen. Über eine begründete Ablehnung entscheidet der Gemeinderat, bei ehrenamtlichen Bürgermeistern die zuständige Rechtsaufsichtsbehörde. Eine Berufung zum Schöffen oder die Bestellung (Amtsgericht) zum Betreuer gilt in diesem Zusammenhang nicht als ehrenamtliche Tätigkeit. Mit der Übernahme ergibt sich aus § 19 die uneigennützige und verantwortungsbewusste Ehrenamtsausübung, was eine Geheimhaltung im Falle gesetzlicher Vorschriften oder gewohnheitsrechtlich einschließt. Ehrenamtlich tätige Personen dürfen mit ihrer Aufgabenerfüllung nicht im Interessenskonflikt zu ihrer Verpflichtung stehen. Das führt nach § 20 zum Ausschluss wegen Befangenheit, die in dieser Rechtsnorm u. a. mit einer Aufzählung näher beschrieben ist. Diese Aufzählung umfasst familiäre Zusammenhänge, Interessenslagen juristischer Personen privaten oder öffentlichen Rechts. Es wird die Verfahrensweise bei Sitzungen und Entscheidungsfindungen im Gemeinderat zum rechtskonformen Umgang mit Befangenheitstatbeständen verbindlich beschrieben. Für die ehrenamtliche Tätigkeit besteht nach § 21 ein Rechtsanspruch auf Ersatz von notwendigen Auslagen und Verdienstausfall. Diese Ansprüche sind nicht übertragbar.
Die Einwohner sollen bei allgemein bedeutsamen Angelegenheiten in der Gemeinde informiert und diese mit ihnen beraten werden. Dazu soll der Gemeinderat einmal im Jahr eine Einwohnerversammlung insgesamt oder in Ortsteilen durchführen. Die Leitung obliegt dem Bürgermeister, der sie mit der ortsüblichen Bekanntmachung spätestens eine Woche vor deren Termin mit Ort, Zeit und Tagesordnung ankündigt. Auch Bürger können einen Antrag auf Einberufung einer Einwohnerversammlung stellen, wenn sie die unterstützende Unterschrift von mindestens 10 Prozent aller Einwohner mit vollendetem Lebensjahr vorlegen können. Die Hauptsatzung kann das Quorum bis auf 5 Prozent senken.
Varianten und Verfahren der direkter Demokratie auf kommunaler Ebene finden sich in den §§ 23 bis 25. Danach ist es möglich, einen Einwohnerantrag, einen Bürgerentscheid oder ein Bürgerbegehren in die Wege zu leiten. Der Bürgerentscheid ist dem Beschluss im Gemeinderat gleichgestellt.
Das Ehrenbürgerrecht kann durch den Gemeinderat an Personen verliehen werden, die sich in besonderem Maße um die Entwicklung der Gemeinde oder das Wohl ihrer Bürger verdient gemacht haben. Die Regelungen dazu finden sich im § 26. Eine Aberkennung aus wichtigem Grunde ist möglich.

### Dritter Teil: Verfassung und Verwaltung der Gemeinde

#### Erster Abschnitt: Gemeinderat
Der Gemeinderat ist nach § 27 die Bürgervertretung und das Hauptorgan der Gemeinde. In Städten trägt er die Bezeichnung Stadtrat. Die Mitglieder heißen Gemeinderäte und Stadträte. Bis 1994 nannte sich das Organ Stadtverordnetenversammlung. Die Aufgaben des Gemeinderats bestehen in der Festlegung von Grundsätzen für die Gemeindeverwaltung und er entscheidet in allen Angelegenheiten, die nicht im Zuständigkeitsbereich des Bürgermeisters liegen. Die unübertragbaren Aufgaben sind im § 28 aufgeführt, wozu Beschlussfassungen über Satzungen, Flächennutzungsplänen, Änderung des Gemeindegebietes, Beschlüsse zum Haushaltstrukturkonzept, Jahresabschlüsse der Gemeinde sowie Wirtschaftspläne und Jahresabschlüsse aus wirtschaftlichen Betätigungen, allgemeine Festsetzungen von Kommunalabgaben und die Errichtung, Übernahme, Veränderung, Veräußerung oder Auflösung von Unternehmen, öffentlichen Einrichtungen oder Beteiligungen an solchen. Auch der Beitritt zu oder Austritt aus Zweckverbänden liegt in der Entscheidungskompetenz des Gemeinderats. Ferner wird die Kontrollbefugnis gegenüber der Verwaltung, insbesondere zur Umsetzung seiner Beschlüsse durch den Gemeinderat ausgeübt. Obwohl der Bürgermeister über die Organisationshoheit der Verwaltung verfügt, ist der Gemeinderat an den Entscheidungen zur Ernennung, Einstellung, Höhergruppierung und Entlassung von Bediensteten zu beteiligen.
Der Gemeinderat besteht aus den Gemeinderäten und dem Bürgermeister. Die zahlenmäßige Zusammensetzung des Gemeinderats/Stadtrats ist gemäß § 29 nach der Zahl der Einwohner gestaffelt, beispielsweise bis 500 Einwohner sind es 8 Gemeinderäte und mit mehr als 400.000 Einwohnern sind es 60 Stadträte. Die Hauptsatzung kann Abweichungen hiervon zulassen und ermöglicht eine Erhöhung bis zu 10 Mandaten. Entsprechend den Wahlgrundsätzen werden die Mitglieder des Gemeinderates von den Bürgern in allgemeiner, unmittelbarer, freier, gleicher und geheimer Wahl nach den Grundsätzen der Verhältniswahl gewählt. Wählbar sind nach § 31 die Bürger der Gemeinde, ebenso Unionsbürger mit hiesigem Wohnsitz nach Art. 20, Abs. 2, Pkt. b des AEUV zu gleichen Rechten. Der § 32 nennt Hinderungsgründe für die Wählbarkeit in den Gemeinderat, die hauptsächlich durch strukturbedingte Interessenskonflikte definiert sind. Der Gemeinderat stellt den Tatbestand eines Hinderungsgrundes fest, dem im zutreffenden Fall in ein Verwaltungsakt mündet. Die Wahlperiode beträgt nach § 33 fünf Jahre. Regelungen für die Fälle des Ausscheidens, dem Nachrücken oder einer Ergänzungswahl enthält § 34.
Die Gemeinderäte erfüllen nach § 35 ihr Mandat ehrenamtlich. Der Bürgermeister verpflichtet sie in der ersten Sitzung öffentlich auf die gewissenhafte Mandatsausübung. Die Kandidatur und die Mandatsausübung sind geschützt, eine Kündigung oder Entlassung sowie eine Versetzung oder andere dienstlichen Nachteile wegen dieses Ehrenamts sind verboten. Gemeinderäte wirken für die Gemeinde nach dem Gesetz und der am Gemeinwohl orientierten freien Überzeugung. Ihre Teilnahme an den Gemeinderatssitzungen ist Pflicht. Nach § 35a besteht das Recht zur Bildung von Fraktionen, die Organteile des Gemeinderats sind und ihre Auffassungen öffentlich darstellen dürfen. Der Fraktionsstatus wird in einer Geschäftsordnung geregelt. Fraktionen wirken bei der Willensbildung und Entscheidungsfindung des Gemeinderats mit. In Gemeinden ab 30.000 Einwohner besteht für sie ein Anspruch auf finanzielle Mittel aus dem Gemeindehaushalt zur Organisation ihrer Arbeit.
Der Vorsitz im Gemeinderat wird nach § 36 durch den Bürgermeister ausgeübt. Zu dessen Pflichten gehört die Einberufung auf schriftlichem oder elektronischem Wege. Zeit, Ort und Tagesordnung der öffentlichen Sitzungen sind rechtzeitig ortsüblich bekanntzugeben. Für die Einberufung des Gemeinderats in Eilfällen trifft das nicht zu. Der Gemeinderat beschließt eine Festsetzung über Ort und Zeit seiner regelmäßigen Sitzungen. Gemeinderatssitzungen sind nach § 37 grundsätzlich öffentlich. Für Sachverhalte in nichtöffentlichen Sitzungen besteht Verschwiegenheitspflicht, bis der Gemeinderat im Einvernehmen mit dem Bürgermeister diese aufhebt.
Gemeinderatssitzungen werden nach § 38 vom Bürgermeister geleitet; er kann sie an einen Gemeinderat abgeben. Dem Bürgermeister obliegen die Ordnungsgewalt und das Hausrecht. Regelungen zum Geschäftsgang sind unter Beachtung gesetzlicher Vorschriften in einer Geschäftsordnung niedergelegt. Die Beschlussfähigkeit ist nach § 39 dann gegeben, wenn sie ordnungsgemäß einberufen wurde und das Gremium mit mindestens der Hälfte aller stimmberechtigten Mitglieder vertreten ist. Der Paragraph sieht Verfahrensschritte vor, wenn die Beschlussfähigkeit aus verschiedenen Gründen nicht gegeben ist. Die Beschlüsse des Gemeinderats erfolgen durch Abstimmungen und Wahlen, zu denen der Bürgermeister in gleicher Weise berechtigt ist. Im Regelfall ist die offene Abstimmung üblich, auf Antrag bzw. aus wichtigem Grund soll geheim abgestimmt werden. Wahlen werden prinzipiell geheim und mittels Stimmzetteln vollzogen. Ein Beschluss ist gefasst, wenn er durch einfache Mehrheit der gültigen Stimmen zustande kam. Eine Stimmengleichheit bedeutet die Ablehnung. Über den Wesensgehalt der Sitzungen ist gemäß § 40 eine Niederschrift anzufertigen. Die elektronische Form ist dabei ausgeschlossen. Die Unterzeichnung erfolgt durch den Gemeinderatsvorsitzenden, zwei weitere Mitglieder und den Schriftführer.
Die §§ 41 und 42 befassen sich mit beschließenden Ausschüssen, ihren Zuständigkeiten und Zusammensetzung. Der Gemeinderat kann in der Hauptsatzung der Gemeinde beschließende Ausschüsse festlegen und ihnen Aufgaben zuweisen. Die beschließenden Ausschüsse sind nach jeder Gemeinderatswahl neu zu bilden. Ihre Zusammensetzung soll der Mandatsverteilung im Gemeinderat entsprechen. Die von Fraktionen entsandten Mitglieder können von ihr auch wieder abberufen werden. Der Bürgermeister ist davon auf schriftlichem Wege zu unterrichten. Daneben bestehen nach Bestimmungen in der Hauptsatzung beratende Ausschüsse, die im § 43 beschrieben sind. Deren Sitzungen sind nichtöffentlich.
Im Geschäftsgang des Gemeinderats einschließlich seiner Ausschüsse bestehen nach § 44 für die Einwohner und für Sachverständige unterschiedliche Mitwirkungsmöglichkeiten. Für einzelne Angelegenheiten können sachkundige Einwohner und Sachverständige in den Sitzungen hinzugezogen werden. Es besteht sogar die Möglichkeit, solche Personen bis auf Widerruf zu beratenden Ausschussmitgliedern in Ehrenamtsfunktion zu ernennen. Einwohnern und Vertretern von Bürgerinitiativen kann in der öffentlichen Sitzung das Rede- und Fragerecht eingeräumt bzw. sie im Rahmen einer Anhörung befragt werden. Die Beigeordneten nehmen an den Gemeinderatssitzungen und den ihrem Geschäftskreis zugeordneten Ausschusssitzungen mit beratender Stimme teil.
Nach § 45 ist die Bildung eines Ältestenrates möglich, der den Bürgermeister bei der Gestaltung der Tagesordnung und des Geschäftsganges berät. Details werden in der Geschäftsordnung geregelt.
Für geheim zuhaltende Angelegenheiten besteht nach § 46 die Möglichkeit zur Bildung eines Beirats aus höchsten fünf Gemeinderäten, der den Bürgermeister berät. Diesem Beirat können nur Mitglieder des Gemeinderats angehören, die auf die für die Behörden des Freistaates Sachsen geltenden Geheimhaltungsvorschriften verpflichtet sind. Der Bürgermeister ist der Vorsitzende und die Sitzungen sind nichtöffentlich.
Die Bildung sonstiger Beiräte ist nach § 47 möglich, denen Gemeinderatsmitglieder und sachkundige Einwohner angehören. Ihrem Zweck nach können das Gremien für beispielsweise Senioren- oder Naturschutzanliegen sein.
Für die Beteiligung von Kindern und Jugendlichen soll die Gemeinde bei Planungen und Vorhaben die Interessen dieser altersspezifischen Einwohnergruppe angemessen berücksichtigen. Nach dem § 47a ist es den Gemeinden überlassen, hier geeignete Beteiligungsverfahren zu finden und durchzuführen.

#### Zweiter Abschnitt: Bürgermeister
Mit den §§ 48 und 49 werden die Wahlgrundsätze und die Voraussetzungen für die Wählbarkeit von Personen in die Bürgermeisterfunktion beschrieben. Der Bürgermeister wird von den Bürgern in allgemeiner, unmittelbarer, freier, gleicher und geheimer Wahl gewählt. Es gelten hierfür die Grundsätze der Mehrheitswahl und die Bestimmungen des Kommunalwahlgesetzes (KomWG).
Zum Bürgermeister können Deutsche im Sinne des Art. 116 GG sowie Unionsbürger, die das 18. Lebensjahr vollendet haben und die allgemeinen persönlichen Voraussetzungen zu einer Berufung in das Beamtenverhältnis erfüllen. In das Amt eines hauptamtlichen Bürgermeisters kann nur gewählt werden, wer das 65. Lebensjahr noch nicht vollendet hat.
Der Bürgermeister ist nach § 51 zugleich Leiter der Verwaltung und Vorsitzender des Gemeinderats. Seine reguläre Amtszeit beläuft sich auf 7 Jahre. Im Außenverhältnis vertritt er die Gemeinde. Ab einer Einwohnerzahl von 5.000 gibt es einen Bürgermeister als hauptamtlichen Beamten auf Zeit. In bestimmten Fällen kann die Hauptamtlichkeit des Bürgermeisters schon ab 2.000 Einwohner durch die Hauptsatzung festgelegt werden. Die Amtsbezeichnung Oberbürgermeister gibt es nur in Großen Kreisstädten und Kreisfreien Städten. Mit dem Amtsantritt wird der Bürgermeister von einem Mitglied des Gemeinderates vereidigt und verpflichtet. Eine Abwahl ist nur durch die Bürger mit einer Mehrheit von mindestens 50 Prozent der gültigen Stimmen möglich. Das Abwahlverfahren ist einem Bürgerentscheid gleichgesetzt. Auch aus dem Kreise des Gemeinderates kann das Abwahlverfahren mit einer Dreiviertelmehrheit aller Mitglieder in Gang gesetzt werden.
Der § 52 beschreibt die Stellung des Bürgermeisters im Gemeinderat. Er ist sowohl für die Vorbereitung aller Sitzungen im Gemeinderat und den Ausschüsse verantwortlich, als auch für deren Umsetzung im Geschäftsgang der Verwaltung. Er muss Beschlüssen des Gemeinderats widersprechen, wenn sie nach seiner Auffassung rechtswidrig sind. In diesem Fall ist unter Angabe Widerspruchsgründe eine Sitzung einzuberufen, um den Sachverhalt erneut zu behandeln. Kommt es zu keiner Einigung, muss der Bürgermeister erneut widersprechen und unverzüglich von der Rechtsaufsichtsbehörde eine Entscheidung einholen.
Der Bürgermeister hat den Gemeinderat über alle für die Gemeinde und Verwaltung wichtigen Angelegenheiten zu informieren. Bei bedeutsamen Planungen und Vorhaben ist der Gemeinderat möglichst frühzeitig über die Absichten und Auffassungen der Gemeindeverwaltung sowie laufend über den Stand und den Inhalt der Planungsarbeiten zu informieren.
Nach § 53 unterliegt dem Bürgermeister die sachgemäße Erledigung der Verwaltungstätigkeit. Er ist für die innere Organisation der Gemeindeverwaltung zuständig und verantwortlich (Organisationshoheit). Weisungsaufgaben werden von ihm in eigener Zuständigkeit erledigt. Der Bürgermeister ist Vorgesetzter, Dienstvorgesetzter und oberste Dienstbehörde für die Mitarbeiter der Gemeindeverwaltung.
Als Stellvertreter des Bürgermeisters kommen nach § 54 bei Gemeinden unter 10.000 Einwohner nur Mitglieder des Gemeinderats in Frage. Ihre Stellvertretung beschränkt sich auf die Verhinderung des Amtsinhabers. Bei Gemeinden über 10.000 Einwohner können nach § 55 hauptamtliche Beigeordnete zum Stellvertreter des Bürgermeisters bestellt werden. In Kreisfreien Städten ist das zwingend vorgeschrieben. Die Gemeindeordnung gibt eine Höchstzahl der hauptamtlich tätigen Beigeordneten vor, die in Abhängigkeit von der Einwohnerzahl abgestuft ist. Die Beigeordneten unterstehen dem Weisungsrecht des Bürgermeisters. Die Beigeordneten sind als hauptamtliche Beamte auf Zeit mit einer Amtszeit von 7 Jahren tätig. Sie müssen gemäß § 56 die für das Amt erforderlichen fachlichen Voraussetzungen erfüllen. Sie gelangen durch eine Wahl im Gemeinderat in ihr Amt. Eine Abwahl vor Ablauf ihrer Amtszeit ist möglich. Nach § 57 sind die Hinderungsgründe für ihre Amtstätigkeit dieselben wie im Falle des Bürgermeisters (§ 49). Beigeordnete dürfen weder untereinander noch mit dem Bürgermeister in einem Befangenheitsverhältnis stehen.

#### Dritter Abschnitt: Bedienstete und Beauftragte der Gemeinde
Die Bediensteten der Gemeinde müssen nach § 61 durch ihre fachliche Eignung zur ordnungsgemäßen Aufgabenerfüllung beitragen. Im Dienstverhältnis muss es mindestens einen Mitarbeiter mit der Befähigung zur Laufbahngruppe 2 im Fachgebiet Allgemeine Verwaltung geben, sofern der Bürgermeister diese Bedingung nicht selbst erfüllt.
Die Gemeinde fördert die Aus- und Fortbildung ihrer Mitarbeiter.
Der Fachbedienstete für das Finanzwesen muss gemäß § 62 über eine einschlägige Ausbildung sowie über die Befähigung in der Laufbahngruppe 2 im Bereich Allgemeine Verwaltung verfügen. Der Bürgermeister darf diesen Aufgabenbereich nicht selbst ausüben.
Für die Beschäftigtenstruktur der Gemeinde ist nach § 63 ein Stellenplan aufzustellen. Für die Mitarbeiter in den Bereichen des Sondervermögens sind eigene Stellenpläne vorzuhalten.
Beauftragte der Gemeinde erfüllen nach § 64 besondere Querschnittsfunktionen, beispielsweise der Gleichstellungsbeauftragte oder der Integrationsbeauftragte. Beauftragte können an Sitzungen des Gemeinderates teilnehmen und innerhalb ihres Aufgabenbereiches verfügen sie in Ausschusssitzungen über eine beratende Stimme.

#### Vierter Abschnitt: Ortschaftsverfassung
Nach der Sächsischen Gemeindeordnung ist es möglich, dass in Kommunen einzelne Ortschaften, beispielsweise durch Zusammenfassung benachbarter Ortsteile, gebildet werden. Diese können auf Grundlage der Gemeinde-Hauptsatzung eine Ortschaftsverfassung erhalten, folglich auch Ortschaftsräte mit einem gewählten Ortsvorsteher als Ehrenbeamten auf Zeit gebildet werden. Zu diesem Zweck besteht die Möglichkeit, in den Ortschaften einzelne Verwaltungsstellen einzurichten. In der Hauptsatzung ist die zahlenmäßige Zusammensetzung des Ortschaftsrats zu regeln. Der Bürgermeister hat in dessen Sitzungen ein unbeschränktes Rederecht. Die §§ 65 bis 69a regeln die Arbeitsweise und die Zuständigkeiten der Ortschaftsvertretungen. Es können zur Aufgabenerfüllung durch den Gemeinderat entsprechende Finanzmittel zugewiesen werden.

#### Fünfter Abschnitt: Stadtbezirksverfassung
In den Kreisfreien Städten besteht auf der Grundlage ihrer Hauptsatzung die Möglichkeit, in ihrem Territorium Stadtbezirke mit Stadtbezirksbeiräten und eigenen Verfassungen einzurichten. Bei dieser territorialen Gliederung soll auf die Siedlungsstruktur, die demographische Verhältnisse und die Stadtentwicklungsziele Rücksicht genommen werden. Zur Aufgabenerfüllung sind dem Stadtbezirksbeirat finanzielle Mittel verfügbar gemacht. Die §§ 70 bis 71a geben den Rahmen für diese kommunale Verwaltungsebene. Die Stadtbezirksbeiräte haben ein Vorschlagsrecht im Rahmen ihrer territorialen Zuständigkeit. Ihre Mitglieder werden vom Gemeinderat bestimmt.

### Vierter Teil: Gemeindewirtschaft

#### Erster Abschnitt: Haushaltswirtschaft
Im § 72 sind die allgemeinen Haushaltsgrundsätze niedergelegt, nach denen die gemeindliche Haushaltswirtschaft zu planen und auszuführen ist. Grundsätzlich ist auf die Erfordernisse des gesamtwirtschaftlichen Gleichgewichts Rücksicht zu nehmen. Es gilt das Gebot von Sparsamkeit und Wirtschaftlichkeit. Finanzspekulationen sind verboten. Die Haushaltsführung der Gemeinden ist mit einer doppelten Buchführung (Doppik) zu gewährleisten. Diese muss die Vermögens-, Ertrags- und Finanzlage in getrennter Darbietung nach den Grundsätzen ordnungsmäßiger Buchführung. Der Ergebnishaushalt muss in jedem Haushaltsjahr ausgeglichen sein.
Ein durch Fehlbetragspositionen in der Kapitalposition der Gemeinde auftretendes Defizit ist zu vermeiden. Zeichnet sich eine solche Lage ab oder ist eine Überschuldung bereits eingetreten, besteht die Pflicht zur Erstellung eines Haushaltsstrukturkonzeptes.
Nach § 73 gelten für die Finanzierung der Gemeinden die Grundsätze der Einnahmenbeschaffung. Es sind dabei folgende Grundsätze maßgeblich:
- Erhebung von Abgaben nach gesetzlichen Vorschriften,
- die aus der Aufgabenerfüllung resultierenden Leistungen sind soweit vertretbar und geboten, aus Entgelten zu finanzieren,
- die übrigen Einnahmen sind aus dem Steueraufkommen, Kommunalsteuern und Umlagezuweisungen zu erlangen.

Bei der Einnahmebeschaffung ist die wirtschaftliche Kraft der Abgabepflichtigen zu berücksichtigen.
Kredite dürfen von Gemeinden nur aufgenommen werden, wenn andere Finanzierungswege ausgeschlossen oder unzweckmäßig sind. Die Annahme von Spenden, Schenkungen und andere Zuwendungen ist zulässig.
Zur ordnungsgemäßen Haushaltsfinanzierung und -durchführung ist nach § 74 eine Haushaltssatzung durch den Gemeinderat zu beschließen. Sie gehört zu den drei Pflichtsatzungen. Der § 75 geht auf den Haushaltsplan und seinen strukturellen Aufbau ein, wozu auch der Stellenplan gehört. Sein Inhalt bindet die Verwaltung beim Vollzug der danach ausgerichteten Haushaltswirtschaft. Über die erforderlichen Schritte zum Erlass der Haushaltssatzung bis zu ihrer Rechtswirksamkeit für die Gemeinde. Manche Teile von ihr bedürfen durch die Rechtsaufsichtsbehörde eine Genehmigung, weshalb die öffentliche Bekanntmachung erst danach erfolgen kann. Sollte sich während des Haushaltsvollzugs ein erhebliches Ungleichgewicht, also beispielsweise Fehlbeträge im Ergebnishaushalt, unvorhersehbare Ausgaben oder Veränderungen im Stellenplan ergeben, muss nach § 77 eine Nachtragssatzung durch den Gemeinderat beschlossen werden. Kommt es bei der Haushaltsplanerstellung zu Verzögerungen oder war die Haushaltssatzung zu Beginn des Jahres noch nicht rechtswirksam, dann kommt es gemäß § 78 zu einer vorläufigen Haushaltsführung mit eingeschränktem Verwaltungshandeln. Im Verlauf des Haushaltsjahres kann es hin und wieder zu überplanmäßigen und außerplanmäßigen Ausgaben oder Einnahmen kommen. Diese sind bei einem erheblichen Volumen nach § 79 durch den Gemeinderat zu genehmigen.
Die Gemeinde ist verpflichtet, eine fünfjährige Finanzplanung zu betreiben und ihre Haushaltswirtschaft darauf auszurichten. Nach § 80 ist das erste Planjahr das laufende Haushaltsjahr. Wichtigster Bestandteil ist ein gemeindliches Investitionsprogramm. Die Finanzplanung sichert eine geordnete Haushaltsentwicklung und ermöglicht eine im Gemeinderat bestätigte Kreditaufnahmeplanung nach der voraussichtlichen Leistungsfähigkeit.
Verpflichtungsermächtigungen erleichtern die finanzielle Absicherung von mehrjährigen Investitionsmaßnahmen. Sie sind eine besondere Form des Haushaltvollzugs auf der Basis einer verwaltungsinternen Finanzplanung. Sind mit den Verpflichtungsermächtigungen Kreditaufnahmen verbunden, so schreibt der § 81 eine Genehmigungspflicht durch die Rechtsaufsichtsbehörde nach § 119 zwingend vor. Kreditaufnahmen für Gemeinden sind nach § 82 möglich. Sie dienen der Umsetzung kommunalen Investitionsvorhaben, Investitionsfördermaßnahmen und zur Umschuldung. Die Rechtsaufsichtsbehörde muss das gesamte Kreditvolumen genehmigen. Zur Sicherung einer rechtzeitigen Auszahlung von Kassenmitteln an Anspruchsberechtigte, kann die Gemeinde Kassenkredite bis zu einem in der Haushaltssatzung festgelegten Höchstbetrag aufnehmen. Ab einer bestimmten Höhe ist diese Kreditaufnahme nach § 84 durch die Rechtsaufsichtsbehörde auch genehmigungspflichtig.
Für den Aufgabenbereich der Gemeindekasse setzt der § 86 den allgemeinen Rahmen. Näheres bestimmt hierzu ein Spezialgesetz. Bereiche des Sondervermögens besitzen Sonderkassen, die mit der Gemeindekasse verbunden sein sollen. Es besteht nach § 87 die Möglichkeit, die Kassengeschäfte durch eine Stelle außerhalb der Gemeindeverwaltung ausführen zu lassen. Zur technischen Abwicklung der kommunalen Haushaltswirtschaft auf externem Wege dürfen nur Programme verwendet werden, die von der Sächsischen Anstalt für kommunale Datenverarbeitung zugelassen sind.
Die §§ 88, 88a und 88b beschreiben den Aufbau und Struktur des gemeindlichen Jahresabschlusses. Im § 88, Absatz 2 ist das Drei-Komponenten-Rechnungswesen (Neues Kommunales Haushalts- und Rechnungswesen) verbindlich festgeschrieben. Die Gemeinde ist nach § 88c verpflichtet, den Jahresabschluss und den Gesamtabschluss innerhalb von 6 Monaten nach dem beendeten Haushaltsjahr aufzustellen und vom Bürgermeister zu unterzeichnen. Die öffentliche Bekanntgabe dieser Rechenschaftslegung ist in der ortsüblichen Form bekanntzugeben.

#### Zweiter Abschnitt: Vermögen der Gemeinde
Das Vermögen der Gemeinde dient dem Gemeinwohl und soll nach § 89 erhalten bleiben. Der Erwerb von Vermögensgegenständen durch die Gemeinde ist daran auszurichten, dass sie zur Aufgabenerfüllung erforderlich sind. Im § 90 finden sich die Regelungen für den Verkauf von Gemeindevermögen. Die Veräußerung von Vermögen darf in der Regel nur zu ihrem vollen Wert erfolgen; Ausnahmen bedingen ein besonderes öffentliches Interesse. Einige aufgeführte Fälle der Vermögensveräußerung bedürfen einer rechtsaufsichtlichen Genehmigung. Für das nach § 92 zu verwaltende Treuhandvermögen sind spezielle Haushaltspläne aufzustellen und Sonderrechnungen einzuführen.
Als Sondervermögen der Gemeinde werden gemäß § 91 das Vermögen von Organisationseinheiten bezeichnet, in denen nach gesetzlichen Vorschriften Sonderrechnungen bzw. als rechtlich unselbständige regionale Stiftungen geführt werden. Der § 93 eröffnet die Möglichkeit, dass Treuhandvermögen von der Verpflichtung zu einer Finanzplanung durch Rechtsverordnung des Innenministeriums befreit wird. Die Örtlichen Stiftungen werden im § 94 benannt und von der Gemeinde verwaltet, sofern nicht eine gesetzliche Vorschrift andere Verfügungen trifft.

#### Dritter Abschnitt: Unternehmen und Beteiligungen der Gemeinde
Die Gemeinde darf zur Erfüllung ihrer Aufgaben Unternehmen gründen, betreiben oder sich daran beteiligen, wenn das durch einen öffentlichen Zweck gerechtfertigt ist. Diese grundsätzliche Aussage im § 94a eröffnet den Abschnitt der Gemeindeordnung, der sich mit Unternehmen und Unternehmensbeteiligungen befasst. Dabei bestimmt die Leistungsfähigkeit der Gemeinde das angemessene Verhältnis zur Art und Umfang des Unternehmens. Die wirtschaftliche Betätigung steht auch unter dem Vorbehalt, dass der Zweck nicht besser und wirtschaftlicher durch eine andere Rechtsperson erfüllt wird oder werden kann.
Die Gemeinde hat ihre wirtschaftlichen Unternehmen so zu führen, dass deren öffentlicher Zweck erfüllt wird. Die Erfüllung des öffentlichen Zwecks darf nicht dadurch beeinträchtigt werden, indem die Unternehmen einen Ertrag für den Haushalt der Gemeinde erbringen. Unternehmerische Aktivitäten von Gemeinden dürfen zulässigerweise auf den Gebieten der Strom-, Gas- und Wärmeversorgung auch außerhalb ihres Gebietes vorgenommen werden, da sie einem öffentlichen Zweck dienen. Die Leistungsfähigkeit der Gemeinde ist ein wichtiges Kriterium für die verantwortungsvolle Abgrenzung von der Art und Umfang solcher Aktivitäten.
Der § 95 führt die möglichen Unternehmensformen auf. Danach sind drei Formen möglich:
- 1. Die Bewirtschaftung von Struktureinheiten nach den haushaltswirtschaftlichen Bestimmungen der Gemeindeordnung (beispielsweise Regiebetriebe),
- 2. Die Bewirtschaftung des Sondervermögens in Eigenbetrieben,
- 3. Die Bewirtschaftung als juristische Personen des privaten Rechts.

Eigenbetriebe, wie sie in § 95a als Sondervermögen beschrieben sind, arbeiten als gemeindliche Unternehmen ohne eigene Rechtspersönlichkeit, sofern Art und Umfang ihrer Tätigkeit eine selbstverwaltete Wirtschaftsführung rechtfertigen. Diese arbeiten auf der Basis einer eigenen Satzung und werden von einer Betriebsleitung geführt. Die Kontrolle des Gemeinderats wird über einen Betriebsausschuss ausgeübt. Im Rahmen des Eigenbetriebszweckes vertritt die Betriebsleitung die Gemeinde im Außenverhältnis.
Ferner ist es den Kommunen nach § 96 möglich, eigene Unternehmen in Privatrechtsform zu betreiben oder sich an solchen zu beteiligen, um ihre Aufgaben zu erfüllen. Der zu diesen Zwecken erforderliche Einfluss der Gemeinde muss laut Gemeindeordnung bei der Ausgestaltung des Gesellschaftervertrags oder einer diesbezüglichen Satzung sichergestellt sein. Eine Gemeinde darf nur dann mit einer Aktiengesellschaft (Eigengesellschaft oder Beteiligung) aktiv werden, wenn der damit verfolgte öffentliche Zweck nicht ebenso gut in einer anderen Rechtsform verwirklicht werden kann. Aus den Bestimmungen des § 96a ergeben sich zwingende Punkte für die Ausgestaltung des Gesellschaftsvertrages. Ein wichtiger Punkt dabei ist die Begrenzung der Haftung der Gemeinde, die an ihrer Leistungsfähigkeit ausgerichtet sein muss. Die zur Sicherung des gemeindlichen Einflusses erforderlichen Steuerungsprozesse verlaufen über den Bürgermeister und weitere von Gemeinderat unter dem Vorbehalt des Widerrufs bestätigte Personen. Das können Bedienstete der Verwaltung, externe fachkundige Personen, Gemeinderatsmitglieder sein, deren Aufgabe auf der Grundlage von Gemeinderatsbeschlüssen oder Weisungen zu erfüllen ist. Die betroffenen Personen sind zur Fortbildung aufgefordert oder sogar verpflichtet. Im Rahmen der mit § 99 vorgegebenen Beteiligungsverwaltung müssen dem Gemeinderat die wesentlichen wirtschaftlichen Kennzahlen im Bericht über die Eigenbetriebe und privatrechtlichen Unternehmen sowie relevanter Zweckverbände vorgelegt werden. Die im Beteiligungsbericht zusammengefassten Ergebnisse sind der Rechtsaufsichtsbehörde vorzulegen, wesentliche Teile davon müssen zur Einsichtnahme verfügbar sein. Diese Möglichkeit unterliegt der Pflicht zur ortsüblichen Bekanntmachung. Für die Gestattung von Konzessionsverträgen gelten die Regelungen nach § 101, nach denen die gemeindliche Aufgabenerfüllung gesichert sein muss. Die Rechtsgeschäfte nach § 96, Absatz 1 und diesbezügliche Gemeinderatsbeschlüsse sind nach § 102 in einem rechtsaufsichtlichen Verfahren genehmigungspflichtig. In einigen anderen Fällen sind lediglich die Nachweise für die Erfüllung gesetzlicher Voraussetzungen vorzulegen oder es besteht nur eine Anzeigepflicht bei der Rechtsaufsichtsbehörde.

#### Vierter Abschnitt: Prüfungswesen
Die §§ 103 bis 106 befassen sich mit den Aufgaben des Rechnungsprüfungsamts (RPA) in der Gemeinde. Bei einer Einwohnerzahl unter 20.000 kann ein geeigneter Bediensteter für diese Aufgabe bestellt werden. Der Aufgabenbereich der Rechnungsprüfung untersteht dem Bürgermeister direkt und arbeitet unabhängig sowie frei von Weisungen. Die vorrangige Aufgabe besteht darin, den Jahresabschluss der Gemeinde und andere damit verbundene Dokumente innerhalb von drei Monaten und vor der Feststellung im Gemeinderat zu prüfen. In dessen Ergebnis legt das RPA dem Bürgermeister einen Prüfbericht vor, der pflichtgemäß die beanstandeten Sachverhalte aufklären muss. Danach ist ein zusammenfassender Schlussbericht des RPA dem Gemeinderat zuzuleiten.
Nach § 108 liegt die Zuständigkeit der überörtlichen Prüfbehörde beim Sächsischen Rechnungshof. Im § 109 sind dessen Aufgaben in Bezug auf die gemeindliche Haushaltswirtschaft aufgeführt. Die Prüfzuständigkeit kann sich auch auf die Organisation und auf die Wirtschaftlichkeit der Verwaltung und die Unternehmen der Gemeinde (§ 95) sowie auf Kapitalgesellschaften erstrecken. Die überörtliche Prüfung soll innerhalb von 5 Jahren nach Beendigung des jeweiligen Haushaltsjahres unter Beachtung aller kompletten Jahresabschlüsse, Rechenschaftsberichte erfolgen. Dabei sind neben der Verwaltung die Struktureinheiten des Sondervermögens, der treuhänderisch verwalteten Wirtschaftseinheiten, die Unternehmen der Gemeinde und ihre Beteiligungen zu berücksichtigen.
Der Prüfbericht wird der Gemeinde übermittelt, sie muss gegenüber der überörtlichen Prüfbehörde und der Rechtsaufsichtsbehörde zu wesentlichen Beanstandungen Stellung nehmen. Nach 6 Monaten ist der Prüfbericht dem Gemeinderat vorzulegen.

### Fünfter Teil: Aufsicht
Der Wesensgehalt der Aufsichtsaufgaben über die kommunalen Selbstverwaltungskörperschaften teilt sich nach § 111 in zwei Handlungsbereiche, die Rechtsaufsicht und die Fachaufsicht.
Die rechtsaufsichtlichen Befugnisse sind auf das gesetzmäßige Handeln der Verwaltung gerichtet. Die fachaufsichtlichen Befugnisse dienen dagegen der Prüfung auf gesetzmäßige und zweckmäßige Erfüllung der Weisungsaufgaben in den Gemeinden. Diesbezügliche Kontrolltätigkeiten sind in einer Weise auszuüben, dass die Rechte der Gemeinden unbeeinträchtigt bleiben und die Erfüllung ihrer Pflichtaufgaben gesichert ist. Ferner ist dabei ihre Entschlusskraft und Verantwortungsbereitschaft zu fördern.
Rechtsaufsichtsbehörde für kreisangehörige Gemeinden ist das jeweilige Landratsamt. Für die Kreisfreien Städte nimmt diese Funktion die Landesdirektion Sachsen war, letztere auch die obere Rechtsaufsichtsbehörde für alle Gemeinden im Freistaat Sachsen. Das Staatsministerium des Inneren ist die oberste Rechtsaufsichtsbehörde.
Die Rechtsaufsichtsfunktionen in den Landratsämtern werden als Weisungsaufgaben ausgeführt. Das Weisungsrecht liegt bei der oberen und der obersten Rechtsaufsichtsbehörde und ist nicht beschränkt. Die obere und die oberste Behörde können im Falle der Nichtbeachtung einer erteilten Weisung eigene erforderliche Maßnahmen einleiten. Bei einem Interessenskonflikt des Landratsamtes im Zuge eines Rechtsaufsichtsverfahrens entscheidet die obere Rechtsaufsichtsbehörde.
Nach § 113 können die Rechtsaufsichtsbehörden bei ihrer Aufgabenerfüllung über einzelne Angelegenheiten der Gemeinden nach eigener Vorgehensweise Informationen einholen. Es besteht nach § 115 ein Anordnungsrecht gegenüber einer Gemeinde, die ihre Pflichten nicht erfüllt. Es kann nach § 116 auch auf dem Wege der Ersatzvornahme durchgesetzt werden.
In Fällen, wo die gemeindliche Praxis von den gesetzmäßigen Erfordernissen erheblich abweicht und die Befugnisse der Rechtsaufsichtsbehörde sich als unzureichend erwiesen haben, kann sie nach § 117 eine Beauftragten bestellen, der auf Kosten der Gemeinde die Gesetzmäßigkeit wieder herstellt. Es kann auch zur vorzeitigen Beendigung der Amtszeit des Bürgermeisters kommen (§ 118), wenn dieser den Anforderungen nicht gerecht wird und die Weiterführung seiner Amtsausübung nicht im öffentlichen Interesse liegt.
Alle nach gesetzlichen Vorschriften vorlagepflichtigen Beschlüsse der Gemeinde sind von der Rechtsaufsichtsbehörde zu bestätigen und dürfen erst danach vollzogen werden. Es gilt hier eine Genehmigungsfiktion von einem Monat. Sind Beschlüsse dagegen genehmigungspflichtig, ist die Genehmigung vor dem Vollzug abzuwarten. Diese in § 119 niedergelegten Prinzipien haben für den Haushaltskreislauf und die mit ihm verbundene Kommunalpraxis grundsätzliche Bedeutung.
Besteht für die Gemeinde Anlass, Ansprüche gegen Gemeinderäte oder den Bürgermeister zu erheben, werden diese nach § 121 von der Rechtsaufsichtsbehörde unter Kostenlast im Gemeindehaushalt verfolgt.
Die Fachaufsicht, deren konkrete Zuständigkeit und die damit verbundene Ausübung richtet sich in der Regel nach besonderen Rechtsvorschriften. Bestehen solche Vorschriften nicht, besagt der § 123, dass die Fachaufsicht bei den zuständigen Rechtsaufsichtsbehörden liegt. Die oberste Fachaufsichtsbehörde ist für diesen Fall das jeweilig fachlich zuständige Ministerium. Die obersten Fachaufsichtsbehörden können in eingeschränktem Maße und nach bundes- sowie europarechtlichen Vorschriften einheitliche Verfahren zum elektronischen Dokumenten- und Datenaustausch zwischen den Behörden geschaffen und angewandt werden.

### Sechster Teil: Sonstige Vorschriften
Unter den sonstigen Vorschriften finden sich im § 124 Regelungen zur Behandlung von Ordnungswidrigkeiten, die im Zusammenhang mit den Bestimmungen der Sächsischen Gemeindeordnung auftreten können. Dazu zählen Verstöße gegen kommunale Satzungen. Ferner bestimmt der § 125 in Bezug auf die Einwohnerzahl einer Gemeinde, dass sie eine rechtliche Bedeutung erlangt, die Angaben des Statistischen Landesamtes zum 30. Juni des Vorjahres auf Basis der jeweils letzten Volkszählung maßgebend sind. Der § 127 enthält Aufzählungen, in welchen Fällen das Sächsische Staatsministerium des Innern zu kommunalen Fragen entsprechende Rechtsverordnungen erlassen darf. Die Befugnisse dieses Ministeriums zur Herausgabe von Mustervorlagen für die kommunale Haushaltswirtschaft sind im § 128 mit wesentlichen Beispielen aufgeführt. Die folgenden Paragraphen befassen sich mit weiteren besonderen Verwaltungsvorschriften und mit Übergangsbestimmungen. Die geltende Sächsische Gemeindeordnung endet mit dem § 130b.

## Ergänzende Rechtsvorschriften innerhalb des Kommunalrechts des Freistaats Sachsen
Neben der Sächsischen Gemeindeordnung und der mit ihr korrespondierenden Sächsischen Landkreisordnung existieren im Freistaat Sachsen zahlreiche weitere Rechtsgrundlagen für die Kommunalpraxis, die weitere zentrale Aussagen über kommunale Strukturen, Organe, Dienststellen, Aufgaben und Zuständigkeiten treffen. Dazu zählen insbesondere das Kommunalwahlgesetz (KomWG), die Kommunalwahlordnung (KomWO), die Kommunalbekanntmachungsverordnung (KomBekVO), das Sächsische Gesetz über kommunale Zusammenarbeit (SächsKomZG), das Sächsische Kreisgebietsneugliederungsgesetz (SächsKrGebNG) sowie für die öffentliche Haushaltswirtschaft das Sächsische Kommunalabgabengesetz (SächsKAG), die Sächsische Kommunalhaushaltsverordnung (SächsKomHVO) und die Sächsische Kommunale Kassen- und Buchführungsverordnung (SächsKomKBVO). Diese Aufzählung ist nicht vollständig, da es weitere Verordnungen und Ausführungsgesetze bezüglich bundesrechtlicher Bestimmungen gibt.